# The Tor Project, Inc
Tor Project, Inc. — некомерційна організація, яка базується в Сіетлі за програмою 501 (c) (3), заснована спеціалістами з інформаційних технологій Роджером Дінглдайном, Ніком Метьюсоном та п'ятьма іншими. Проєкт Tor головним чином відповідає за підтримку програмного забезпечення анонімної мережі Tor.

## Історія
Проєкт Tor був заснований у грудні 2006 року. Electronic Frontier Foundation (EFF) виступав фінансовим спонсором Проєкту Tor у перші роки, а потім фінансування Проєкту Tor забезпечували Міжнародне бюро мовлення США, Internews, Human Rights Watch, Кембриджський університет, Google та Нідерланди на базі Stichting.net
У жовтні 2014 року Проєкт Tor найняв фірму зі зв'язків з громадськістю Thomson Communications з метою покращення її іміджу в громадськості (зокрема щодо термінів «Темна мережа» та «приховані послуги») та навчання журналістів щодо технічних аспектів Tor.
У травні 2015 року Проєкт Tor припинив роботу хмарної служби Tor.
У грудні 2015 року Проєкт Tor оголосив, що найняв Шарі Стіл, колишню виконаву директорку Фонду Electronic Frontier, новим виконавчим директором. Роджер Дінгледін, який виконував обов'язки тимчасового виконавчого директора з травня 2015 року, залишився в The Tor Project як директор та член правління. Пізніше того ж місяця проєкт Tor оголосив, що Фонд відкритих технологій фінансуватиме програму відшкодування помилок, яку координував HackerOne. Спочатку програма була лише для запрошених спеціалістів і була зосереджена на пошуку вразливих місць, характерних для застосунків Проєкту Tor.
25 травня 2016 р. основний розробник і публічна особа Проєкту Tor, Джейкоб Епелбаум, покинув свою посаду, про це було повідомлено 2 червня у дворядковій заяві Tor. Протягом наступних днів заяви про сексуальне насильство з його боку оприлюднило кілька людей. 4 червня Шарі Стіл, виконавчий директор Проєкту Tor, опублікувала заяву, в якій зазначила, що нещодавні твердження про жорстоке поводження Епелбаума відповідають «чуткам, деякі з яких поширювались певний час», але "... останнє звинувачення є набагато серйозніше і конкретніше, ніж усе, що ми чули раніше" Епелбаум відкинув звинувачення як частину узгодженої стратегії заподіяння шкоди його репутації.
13 липня 2016 року повну раду Проєкту Tor — Мередіт Хобан Данн, Ян Гольдберг, Джуліус Міттенцвей, раббі Роб Томас, Венді Сельцер, Роджер Дінгледін і Нік Метьюсон — замінили Метт Блейз, Сінді Кон, Габріелла Коулман, Лінус Нордберг, Меган Прайс і Брюс Шнайєр.
У липні 2016 року Проєкт Tor оголосив результати семитижневого розслідування, яке проводив приватний слідчий. Звинувачення проти Джейкоба Епелбаума підтвердились, і Шарі Стіл зазначила, що, хоча вони «робили все, що в наших силах», щоб справедливо поводитися з паном Епелбаумом, «ми визначили, що звинувачення проти нього видаються правдивими». Слідство дійшло висновку, що «багато людей всередині і за межами проєкту» Tor «повідомляли про випадки приниження, залякування і знущань» Джейкобом Еплбаумом, і що «кілька людей зазнали від нього небажаної сексуально агресивної поведінки». Дві інші неназвані особи, причетні до неадекватної поведінки, самі вже не є частиною проєкту. В інституційному плані, незважаючи на те, що вона не є керівною організацією зверху вниз і працює з волонтерами та працівниками інших організацій, нова рада затвердила нову політику проти домагань, а також політику щодо конфлікту інтересів, процедури для подання скарг та внутрішній процес розгляду скарг. Спочатку цей інцидент спричинив розкол у широкому, але все ще згуртованому колективі, причому деякі виступили на захист Епелбаума, а інші висунули ще більше звинувачень.
Справа продовжує залишатися суперечливою, із суттєвим розбіжностями в спільноті Tor.
У 2020 році через пандемію коронавірусу з основної команди Проекту Tor було звільнено 13 осіб, залишивши в штаті 22 працівника.

## Фінансування
Станом на 2012 рік, 80 % річного бюджету Проєкту Tor на суму 2 мільйони доларів надходило від уряду США, головним чином від Державного департаменту США, Ради керуючих з питань мовлення та Національного наукову фонду, «для допомоги прихильникам демократії. в авторитарних державах». Інші 20 % забезпечували уряд Швеції та інші організації, включаючи неурядові організації та тисячі індивідуальних спонсорів. Дінгледін зазначив, що кошти Міністерства оборони США більше схожі на грант на дослідження, ніж на контракт на закупівлю. Виконавчий директор Tor Ендрю Левман заявив, що, незважаючи на те, що він приймає кошти від федерального уряду США, служба Tor не співпрацювала з АНБ з метою розкриття особи користувачів. У червні 2016 року проект Tor отримав нагороду від програми підтримки з відкритим кодом Mozilla (MOSS). Нагорода була «значно покращити метричну інфраструктуру мережі Tor, щоб можна було контролювати продуктивність та стабільність мережі та вносити вдосконалення за необхідності».

## Інструменти
- Metrics Portal

аналітика для мережі Tor, включаючи графіки доступної пропускної здатності та оціночної бази користувачів. Це чудовий ресурс для дослідників, які зацікавлені в детальній статистиці про Tor.
- Nyx

консольна програма для моніторингу та налаштування Tor, призначена для любителів інтерфейсу командного рядка і ssh-з'єднань. Вона надає інформацію про використання ресурсів і стан Tor в реальному часі.
- Onionoo

веб-протокол для отримання інформації про поточні реле та мости Tor.
- Open Observatory of Network Interference(інші мови) (Відкрита обсерваторія мережевих перешкод (OONI)

глобальна мережа спостереження, моніторингу мережевої цензури, метою якої є збір високоякісних даних за допомогою відкритих методологій, з використанням вільного та відкритого програмного забезпечення (FL/OSS) для обміну спостереженнями та даними про різні типи, методи та обсяги втручання в роботу мережі у світі.
- Orbot(інші мови)

Tor для пристроїв Google Android у співпраці з The Guardian Project замінює застарілий Orfox
- Orlib

бібліотека для використання будь-якою програмою Android для маршрутизації Інтернет-трафіку через Orbot / Tor.
- Pluggable Transports (PT)

допомагає обійти цензуру. Перетворює потік потоку Tor між клієнтом та мостом. Таким чином, цензори, які контролюють трафік між клієнтом та мостом, побачать трансформований трафік невинного вигляду замість фактичного трафіку Tor.
- Relay Search

сайт, що надає огляд мережі Tor.
- Shadow

мережевий симулятор дискретних подій, який запускає справжнє програмне забезпечення Tor як плагін. Shadow — це програмне забезпечення з відкритим вихідним кодом, яке дозволяє проводити точні, ефективні, контрольовані та повторювані експерименти Tor.
- Stem

бібліотека Python для написання сценаріїв та додатків, які взаємодіють з Tor.
- Tails (система Amnesic Incognito Live)

дистрибутив CD / USB у реальному часі, попередньо налаштований таким чином, що все безпечно проходить через Tor і не залишає слідів на локальній системі.
- TorBirdy

Torbutton для Thunderbird та інших форків *bird.
- Tor Browser

налаштування Mozilla Firefox, яка використовує схему Tor для анонімного перегляду та інших функцій, що відповідають місії Tor.
- Tor

вільне програмне забезпечення та відкрита мережа, яка допомагає користувачеві захищатися від аналізу трафіку, форма мережевого нагляду, яка загрожує особистій свободі та конфіденційності, конфіденційній діловій діяльності та відносинам та державній безпеці.
- txtorcon

реалізація протоколу управління Tor на основі подій Python та Twisted. Модульні тести, абстракції стану та конфігурації, документація. Він доступний на PyPI та в Debian.

## Визнання
У березні 2011 року Проєкт Tor отримав нагороду Фонду вільного програмного забезпечення 2010 року за проєкти соціального спрямування. Цитата звучить так: "Використовуючи безкоштовне програмне забезпечення, мережа Tor дозволила приблизно 36 мільйонам людей по всьому світу відчути свободу доступу та висловлювання в Інтернеті, одночасно тримаючи під контролем власну приватність та анонімність. Ця мережа виявилася ключовою у дисидентських рухах як в Ірані, так і нещодавно в Єгипті.
У вересні 2012 року Проєкт Tor отримав нагороду EFF Pioneer Award 2012 року разом з Джеремі Циммерманом та Ендрю Хуангом.
У листопаді 2012 року журнал Foreign Policy назвав Дінгледіна, Метьюсона та Сіверсона серед 100 найкращих світових мислителів «за те, що Інтернет стає безпечним для викривачів».
У 2014 році Роджер Дінглідін, Нік Метьюсон і Пол Сіверсон отримали премію USENIX Test of Time за свою роботу під назвою «Tor: Onion-маршрутизатор другого покоління», яка була опублікована у Збірнику матеріалів 13-го симпозіуму безпеки USENIX, серпень 2004 р.